# ويليام روبرت موراي
ويليام روبرت موراي (بالإنجليزية: William Robert Murray)‏ هو ضابط شرطة نيوزيلندي، ولد في 25 أبريل 1896، وتوفي في 31 مارس 1990.